# Hermann Leitner
Hermann Leitner (né le 3 septembre 1927 à Salzbourg, mort le 22 février 2013 à Kitzbühel) est un réalisateur et monteur autrichien.

## Biographie
Leitner grandit dans sa ville natale de Salzbourg jusqu'en avril 1946, avant de déménager à Vienne à la fin du même mois. Il y établit ses premiers contacts avec l’industrie du cinéma. Leitner trouve rapidement un emploi dans la société de Willi Forst et est d'abord l'assistant du réalisateur Hans Wolff pour le film Der Hofrat Geiger en 1947. Immédiatement après, Leitner participe également au montage en 1949 sur Wiener Mädeln.
Leitner travaille ensuite dans ces deux métiers avec E. W. Emo, Ernst Marischka et Hans Quest. En 1956, il devient lui-même réalisateur ; il tourne d'abord des films copiés de succès comme Liane, l'esclave blanche après Liane la sauvageonne ou Ferien auf Immenhof, troisième film de la série Immenhof. Après une série de mélodrames caricaturales, Leitner termine comme assistant réalisateur pour le film hollywoodien Le Cardinal d'Otto Preminger. Il se consacre ensuite à la télévision.
Au milieu des années 1960, il devient réalisateur pour la société de production Studio Hamburg fondée par Gyula Trebitsch. Leitner dirige de nombreuses séries télévisées de Studio Hamburg, mais également des productions d'autres sociétés, notamment Les Cavaliers de la route (52 épisodes, 1966-1970) ou Hamburg Transit (26 épisodes, 1970-1974). Son dernier travail est la production NDF en onze épisodes Katrin ist die Beste.
À l'âge de 70 ans, Leitner, qui vit à Munich jusqu'en 1968 puis à Vienne, prend sa retraite à Kitzbühel, où il s'installe en décembre 1975.

## Filmographie

### Comme réalisateur

#### Cinéma
- 1956 : Bonsoir Paris, bonjour l'amour (Bonsoir Paris), coréalisé avec Ralph Baum
- 1956 : Pulverschnee nach Übersee (de)
- 1957 : Liane, l'esclave blanche (Liane, die weiße Sklavin)
- 1957 : Vacances à Immenhof (de) (Ferien auf Immenhof)
- 1958 : Lilli mène l'enquête (de) (Lilli – ein Mädchen aus der Großstadt)
- 1959 : Invitation à Monte-Carlo (Glück und Liebe in Monaco)
- 1959 : Amour à Tunis (Tunisi top secret), coréalisé avec Bruno Paolinelli
- 1960 : Agent double (Frauen in Teufels Hand)
- 1960 : Débauche de mineures (de) (Wegen Verführung Minderjähriger)
- 1960 : Nostalgie du pays (de) (Heimweh nach dir, mein grünes Tal)
- 1961 : La Vie commence demain (de) (Morgen beginnt das Leben)
- 1962 : Obsession (Wenn beide schuldig werden)
- 1962 : Le Voyage inoubliable (Flying Clipper – Traumreise unter weißen Segeln), documentaire

#### Séries télévisées
- 1966–1970 : Les Cavaliers de la route (52 épisodes)
- 1970-1974 : Hamburg Transit (26 épisodes)
- 1970–1974 : Der Fall von nebenan
- 1970–1971 : Der Kurier der Kaiserin (26 épisodes)
- 1972 : Motiv Liebe
- 1972 : Die schöne Marianne
- 1972–1973 : Die Melchiors
- 1974 : Lokalseite unten links
- 1976 : Kein Abend wie jeder andere
- 1978 : St. Pauli-Landungsbrücken (de)
- 1978–1981 : Sonne, Wein und harte Nüsse (10 épisodes)
- 1979–1980 : Opération trafics
- 1984–1985 : Der Sonne entgegen (de)
- 1985 : … Erbin sein – dagegen sehr
- 1992 : The Mixer
- 1992–1993 : Glückliche Reise
- 1997 : Katrin ist die Beste

### Comme monteur
- 1949 : Das Kuckucksei
- 1949 : Wiener Mädeln
- 1949 : Ein bezaubernder Schwindler
- 1950 : Großstadtnacht
- 1950: Jetzt schlägt's 13
- 1951 : Schatten über Neapel
- 1951 : Eva erbt das Paradies
- 1952 : On se tirera d'affaire (de)
- 1952 : Gefangene Seele
- 1952 : Alle kann ich nicht heiraten
- 1952 : Königin der Arena
- 1953 : Ne craignez pas les grosses bêtes
- 1953 : Damenwahl
- 1953 : Die Kaiserin von China
- 1953 : Schlagerparade
- 1953 : Fleur de Hawaï
- 1953 : Bravo je suis papa !
- 1954 : Sans toi je n'ai plus rien
- 1954 : Éternel amour
- 1954 : Die schöne Müllerin
- 1954 : Émile et les Détectives
- 1954 : Les Jeunes Années d'une reine
- 1955 : Mon ami le clown
- 1955 : Le Joyeux Vagabond
- 1955 : Amour, tango, mandoline
- 1955 : Le Chemin du paradis
- 1956 : Charleys Tante

## Crédit d'auteurs
- (de) Cet article est partiellement ou en totalité issu de l’article de Wikipédia en allemand intitulé « Hermann Leitner » (voir la liste des auteurs).